# King's Cross (Londra)
King's Cross è un quartiere situato tra il borgo londinese di Camden e quello di Islington, nella città di Londra.

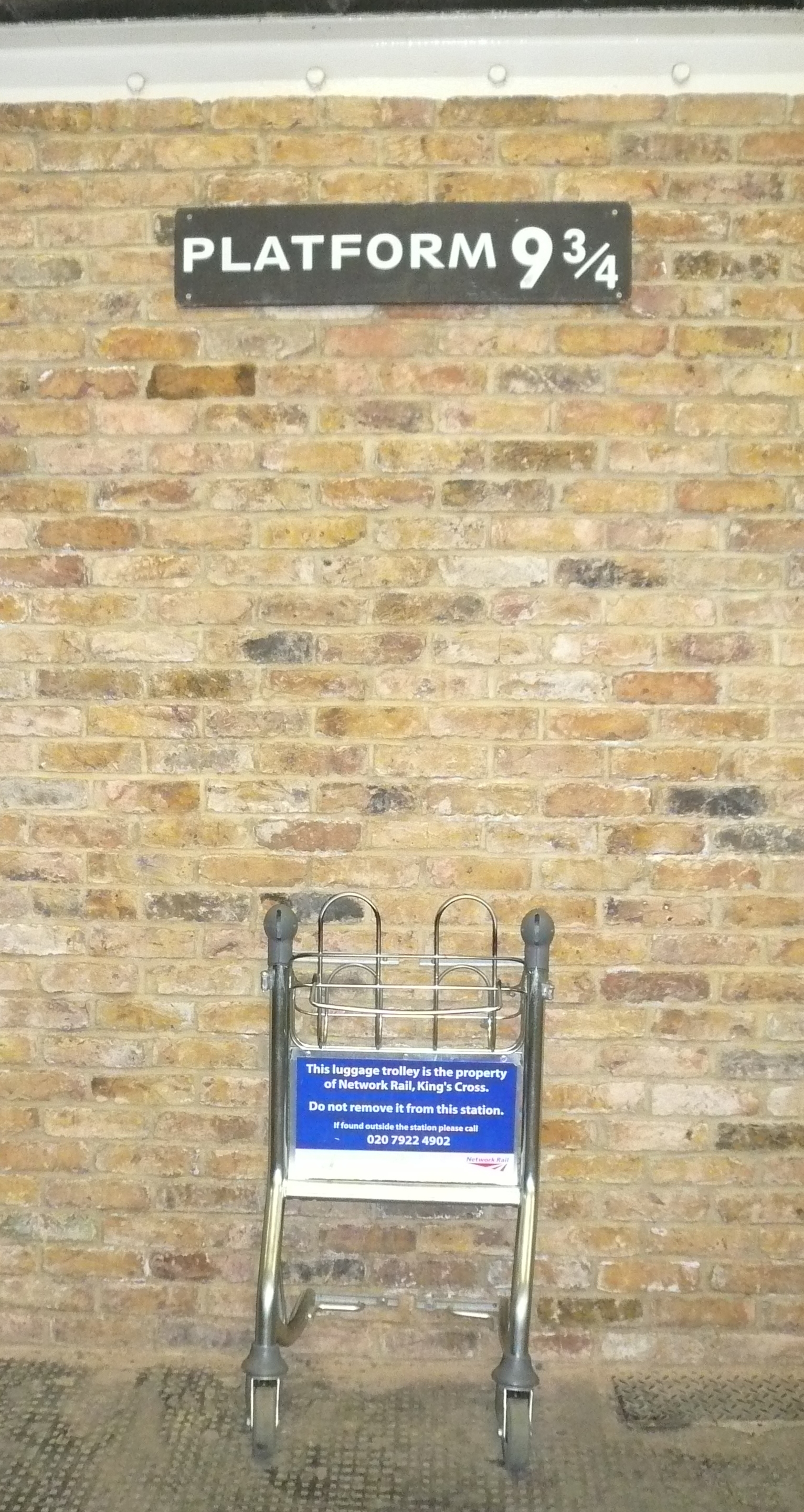
Il famoso binario 9 e ¾ dell'universo di Harry Potter.

## Etimologia
Il nome deriva dal monumento costruito nel 1835 in onore a Re Giorgio IV (poi demolito). La statua era collocata all'incrocio fra Gray's Inn Road, Pentonville Road e New Road.

## Storia
La zona era in precedenza un villaggio noto come Battle Bridge' (o Battlebridge), il quale era un ponte che sorpassava il Fiume Fleet.
L'area di King's Cross è stata in seguito occupata dai Romani che vi si stabilirono in un campo, chiamato "The Brill" (ossia "il rombo") che è stato erroneamente attribuito a Giulio Cesare, che però non visitò mai l'antica Londinium.
Nel 1835 venne costruito un monumento a Giorgio IV all'incrocio fra Gray's Inn Road, Pentonville Road e New Road, che più tardi venne rinominata in Euston Road: il monumento era alto 5,4 m. e sormontato da una statua del re alta circa 3,3 m.
Il monumento fu descritto da George Walter Thornbury in questo modo:
(George Walter Thornbury)
 Il piano superiore venne usato come una camera oscura mentre la base diventò una stazione di polizia ed un pub. Il monumento venne demolito nel 1845, anche se l'area mantenne il nome di King's Cross fino ad oggi.
Attualmente, dove precedentemente era stata costruita la statua, è posta la Stazione di King's Cross, progettata dall'architetto Lewis Cubitt ed inaugurata il 14 ottobre 1852.
Nel secondo dopoguerra l'area si trasformò da un povero, ma indaffarato distretto industriale ad un quartiere quasi abbandonato che divenne noto per la prostituzione e lo spaccio di droga.
La reputazione del quartiere ostacolò i tentativi di far rivivere la zona, utilizzando la grande disponibilità di aree edificabili dopo il declino del cantiere merci a nord della stazione e molti altri locali e capannoni lasciati vuoti nell'area.
La sua posizione centrale e gli affitti relativamente bassi attrassero successivamente numerosi artisti e designer, fra i quali Antony Gormley e Thomas Heatherwick.
Nel 1990 il governo ha istituito la cosiddetta King's Cross Partnership, il cui scopo era quello di finanziare progetti di rigenerazione dell'area e di avviare i lavori sulla High Speed 1.
La King's Cross Partnership diede un forte impulso per altri progetti e l'area divenne sede di sempre più istituzioni culturali, come ad esempio il London Canal Museum o la nuova sede della British Library, la più grande biblioteca del Regno Unito.
A King's Cross c'è stato anche un piccolo teatro, il Courtyard, che venne però chiuso nel 2006 a causa del grande numero di progetti che avevano luogo nell'area di King's Cross (in questo caso il Regent's Quarter).
Altre istituzioni culturali a King's Cross sono la Gagosian Gallery e la Kings Place.

## Trasporti

### Metropolitana di Londra
La stazione principale del distretto è quella di King's Cross St. Pancras, con un interscambio anche alle omonime stazioni ferroviarie. Altrimenti, è possibile accedere a King's Cross utilizzando le stazioni di Angel o di Euston

### National Rail
Le stazioni di King's Cross e di St. Pancras, ubicate nel distretto, sono i principali scali ferroviari londinesi St Pancras è anche il terminale dell'Eurotunnel, il quale connette Londra con le città di Parigi e di Bruxelles.
Inoltre all'inizio del 2010 delle autorità cinesi hanno dato inizio alla pianificazione di una ferrovia che, partendo dalla stazione di St. Pancras International, sarebbe arrivata alla stazione centrale di Pechino. Ciò avrebbe permesso ai passeggeri di andare da Londra a Pechino in soli due giorni.

### Autostrade
È possibile raggiungere facilmente King's Cross percorrendo le seguenti autostrade:
- La A1;
- La A40 e
- La A41.

## King's Cross nella cultura di massa
Per i fan di Harry Potter, King's Cross è il luogo dove i protagonisti prendono il treno per Hogwarts. La stazione è diventata anche un'attrazione per i turisti mettendo un cartello per l'immaginario Binario 9 e ¾ descritto nei libri, e installando un carrello portabagagli metà "seppellito" nella parete.
King's Cross e le strade che la circondano furono anche un'ambientazione dei film La signora omicidi (1955) e Belle speranze (1988) di Mike Leigh.
Un altro film ambientato a King's Cross è Complicità e sospetti (2006), di Anthony Minghella, con Jude Law e Juliette Binoche, nel quale sono visibili i grandi lavori di trasformazione del quartiere.